# Коссетто, Эмиль
Эмиль Коссетто (итал. Emil Cossetto; 12 октября 1918, Триест — 29 июня 2006, Загреб) — хорватский композитор и дирижёр итальянского (истрийского) происхождения.
Окончил Загребскую музыкальную академию по классу дирижирования (1947) у Младена Позаича и Фридриха Цауна.
В разное время Коссетто руководил рядом профессиональных хоров Хорватии — в частности, Смешанным хором Загребского радио. Однако основным делом жизни Коссетто были любительские хоры. В 1945 г. он основал и возглавил смешанный хор молодёжного клуба культуры и искусства имени Йожи Влаховича (в 1991 г. хор переименован в хор имени Коссетто) и работал с ним до последних дней жизни. В 1968—1970 гг. Коссетто был председателем Союза композиторов Хорватии.
Музыка Коссетто по большей численности написана для хора того или иного состава. Наибольшей известностью пользуется сюита «Ладарке» (1950), построенная на обработке народных песнопений на день Ивана Купалы, и «Баллада о Петрице Керемпухе» для солистов, хора и оркестра (1978, по произведению Мирослава Крлежи).
Награждён орденом Хорватской звезды с ликом Марка Марулича (2000).